# Monggot
Monggot is een bestuurslaag in het regentschap Grobogan van de provincie Midden-Java, Indonesië. Monggot telt 5170 inwoners (volkstelling 2010).